# Modelo de Kübler-Ross

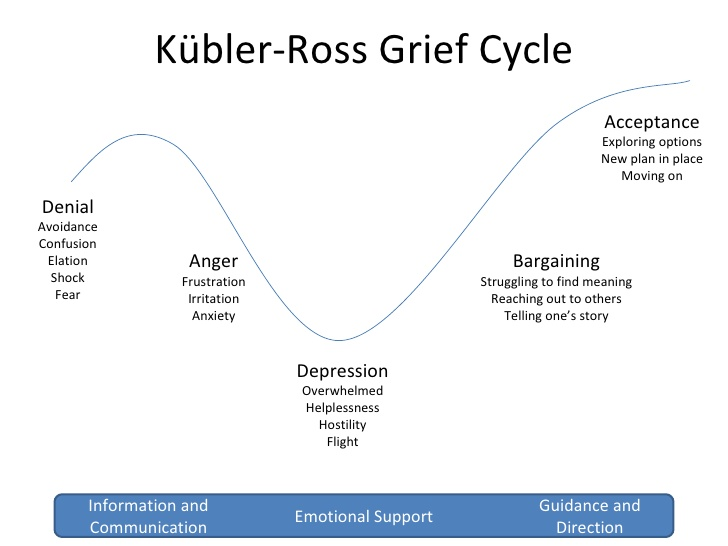
Representación del modelo de Kübler-Ross.

El modelo Kübler-Ross, comúnmente conocido como las cinco etapas del duelo, postula un proceso por el cual el ser humano lidia con la tragedia, especialmente cuando es diagnosticada con una enfermedad terminal o una pérdida catastrófica, en cinco etapas distintas: negación, ira, negociación, depresión y aceptación. 
Fue presentado por primera vez por la psiquiatra suizo-estadounidense Elisabeth Kübler-Ross (1926-2004) en su libro On Death and Dying, en 1969. Hasta 2024, este libro ha sido traducido a cuarenta y dos idiomas. Aunque comúnmente se asocia el duelo a una defunción, Elisabeth lo reconoce como un proceso de adaptación a una pérdida (rupturas sentimentales, amputaciones, problemas familiares,...). También cita que no tienen por qué producirse las cinco etapas ni suceder exactamente en ese orden. Como añadido, este libro expuso la necesidad de un mejor tratamiento a los individuos que están lidiando con una enfermedad fatal.
Estas etapas ofrecen un marco para comprender cómo las personas procesan el duelo y la pérdida, cada una con sus propias ventajas y limitaciones. En el lado positivo, las etapas proporcionan un enfoque estructurado que puede ayudar a las personas a reconocer y validar sus experiencias emocionales, facilitando una sensación de progreso a través de un momento difícil. También pueden ayudar a los profesionales de la salud mental a desarrollar intervenciones específicas y estrategias de apoyo. Sin embargo, los críticos argumentan que las etapas no necesariamente se experimentan en una secuencia lineal o universal, ya que las personas pueden pasar de una etapa a otra o experimentarlas en un orden diferente. Además, el modelo puede simplificar en exceso la naturaleza compleja y variada del duelo, pasando por alto potencialmente las diferencias personales y el impacto de los factores culturales o situacionales.
Desde su publicación en 1969, On Death & Dying de Elisabeth Kübler-Ross ha obtenido un gran reconocimiento por su innovador enfoque para comprender la muerte y el duelo. Celebrado como uno de los "Libros del Siglo" tanto por la Biblioteca Pública de Nueva York como por Simon & Schuster durante su centenario, el libro subraya su profundo impacto cultural e intelectual. Además, ha sido citado con frecuencia en el American Journal of Bioethics, destacando su importancia en la bioética y los cuidados paliativos. La influencia del libro se extiende a nivel mundial, ya que ha sido traducido a 42 idiomas, lo que refleja su relevancia universal y su atractivo perdurable para abordar las complejidades de la mortalidad y el proceso de duelo.

## Etapas
1. Negación

«Me siento bien», «esto no me puede estar pasando, no a mí».

Es solamente una defensa temporal para el individuo. Se vive como la incredulidad ante la noticia. Este sentimiento es generalmente reemplazado con una sensibilidad aumentada de las situaciones e individuos que son dejados atrás después de la muerte.
2. Ira

«¿Por qué a mí? ¡No es justo!», «¿cómo me puede estar pasando esto a mí?».

Una vez en la segunda etapa, el individuo reconoce que la negación no puede continuar. Debido a la ira, esta persona es difícil de ser cuidada debido a sus sentimientos de ira y envidia. Cualquier individuo que simboliza vida o energía es sujeto a ser proyectado resentimiento y envidia.
3. Negociación

«Dios, déjame vivir al menos para ver a mis hijos graduarse», «haré cualquier cosa por un par de años más».

La tercera etapa involucra la esperanza de que el individuo puede de alguna manera posponer o retrasar la muerte. Usualmente, la negociación por una vida extendida es realizada con un poder superior a cambio de una forma de vida reformada. Psicológicamente, la persona está diciendo: «Entiendo que voy a morir, pero si solamente pudiera tener más tiempo...».
4. Depresión

«Estoy tan triste, ¿por qué hacer algo?»; «voy a morir, ¿qué sentido tiene?»; «extraño a mis seres queridos, ¿por qué seguir?»

Durante la cuarta etapa, la persona que está muriendo empieza a entender la seguridad de la muerte. Debido a esto, el individuo puede volverse silencioso, rechazar visitas y pasar mucho tiempo llorando y lamentándose. Este proceso permite a la persona moribunda desconectarse de todo sentimiento de amor y cariño. No es recomendable intentar alegrar a una persona que está en esta etapa. Es un momento importante que debe ser procesado.
5. Aceptación

«Esto tiene que pasar, no hay solución, no puedo luchar contra la realidad, debería prepararme para esto».

La etapa final llega con la paz y la comprensión de que la muerte está acercándose. Generalmente, la persona en esta etapa quiere ser dejada sola. Además, los sentimientos y el dolor físico pueden desaparecer. Esta etapa también ha sido descrita como el fin de la lucha contra la muerte.
Kübler-Ross originalmente aplicó estas etapas a las personas que sufren enfermedades terminales, y luego a cualquier pérdida catastrófica (empleo, ingresos, libertad). Esto puede incluir eventos significativos en la vida tales como la muerte de un ser querido, divorcio, farmacodependencia, un diagnóstico de infertilidad, etc. Este modelo, conocido como la Curva de Cambio de Kübler-Ross, se emplea comúnmente en la capacitación corporativa para abordar el cambio y la pérdida.
Kübler-Ross afirmó que estas etapas no necesariamente suceden en el orden descrito arriba, ni todas estas son experimentadas por todos los pacientes, aunque afirmó que una persona al menos sufrirá dos de estas etapas. A menudo, las personas atravesarán varias de estas etapas en un efecto «montaña rusa», pasando entre dos o más etapas, y volviendo a hacerlo una o varias veces antes de finalizar.
Las personas que estén atravesando estas etapas no deben forzar el proceso. El proceso de duelo es altamente personal y no debe ser acelerado, ni alargado, por motivos de opinión de un individuo. Uno debe ser meramente consciente de que las etapas van a ser dejadas atrás y que el estado final de aceptación va a llegar.
Sin embargo, hay individuos que luchan con la muerte hasta el final. Algunos psicólogos creen que cuanto más luche una persona ante la muerte, más tiempo permanecerá en la etapa de negación. Si este es el caso, es posible que la persona enferma tenga más dificultades para tener una muerte digna. Otros psicólogos afirman que no confrontar la muerte hasta el final es una adaptación para algunas personas. Aquellos que experimentan problemas lidiando con las distintas etapas, deben considerar grupos de ayuda o tratamiento profesional de duelo.

## Relevancia cultural
El enfoque de la muerte de un individuo moribundo ha sido relacionado con la cantidad de significado y propósito que una persona ha encontrado en su vida. Un estudio de 160 personas diagnosticadas con menos de tres meses de vida mostró que aquellos que sentían que habían entendido su propósito en la vida, o habían encontrado un sentido a esta, atravesaban menos tristeza y desesperación en sus últimas semanas de vida que aquellos que no. En este y estudios similares, la espiritualidad había ayudado a individuos agonizantes a lidiar con la etapa de depresión más agresivamente que aquellos que no eran espirituales.

## Investigación
De acuerdo con George Bonanno, profesor de psicología clínica de la Universidad de Columbia, en su libro The other side of sadness: what the new science of bereavement tells us about life after a loss, basado en dos décadas de rigurosos estudios científicos que seguían a personas que habían sufrido pérdidas en los Estados Unidos y en otras culturas, no hay evidencia para apoyar la teoría de Kübler-Ross.
Un estudio realizado entre 2000 y 2003 de personas en duelo, llevado a cabo por la Universidad de Yale, obtuvo algunos descubrimientos consistentes con la teoría de las cinco etapas, mientras que otros eran inconsistentes con esta. Varias cartas fueron exhibidas en la misma publicación criticando esta investigación y discutiendo la teoría de Kübler-Ross.
La revista Skeptic Magazine publicó los descubrimientos del Instituto de Recuperación de Duelo, que desafiaban la teoría de las etapas al relacionarse esta con personas que están lidiando con la muerte de personas importantes en su vida.
El concepto de las etapas del duelo sigue siendo muy polémico entre los expertos en la materia. Algunos estudios afirman la validez de estas etapas, mientras que otros las cuestionan. Un estudio de 2021 publicado por la Biblioteca Nacional de Medicina (NIH) sugirió que el duelo suele desarrollarse a través de una serie predecible de etapas, que comienzan con la negación y concluyen con la aceptación. Según este estudio, el 30% del público en general consideró que esta noción era definitivamente cierta, en comparación con solo el 8% de los profesionales de la salud mental. Además, el 38% de ambos grupos pensó que probablemente era cierta. Hay mucha desinformación en torno a este tema, y algunos críticos se aprovechan de su propia investigación para respaldar sus afirmaciones sin reconocer la naturaleza autorreferencial de sus estudios.
Kübler-Ross reconoció la variabilidad y complejidad de las experiencias individuales, utilizando las llamadas “etapas” de las respuestas emocionales como marco para describir patrones comunes. Describió explícitamente estas etapas como un dispositivo heurístico, señalando que son categorías aisladas artificialmente para mayor claridad, con el entendimiento de que las respuestas emocionales son fluidas y superpuestas. En su libro, Kübler-Ross advirtió repetidamente que estas “etapas” pueden superponerse, ocurrir simultáneamente o pasarse por alto por completo, e incluso colocó el término “etapas” entre comillas en la representación diagramática del libro para enfatizar su naturaleza tentativa. El objetivo principal de On Death and Dying era reformular fundamentalmente las actitudes hacia las experiencias de los pacientes moribundos al abogar por un enfoque más humano y centrado en el paciente en la práctica médica y más allá, en lugar de simplemente definir la experiencia de morir en “etapas”.